# Prima scriptura

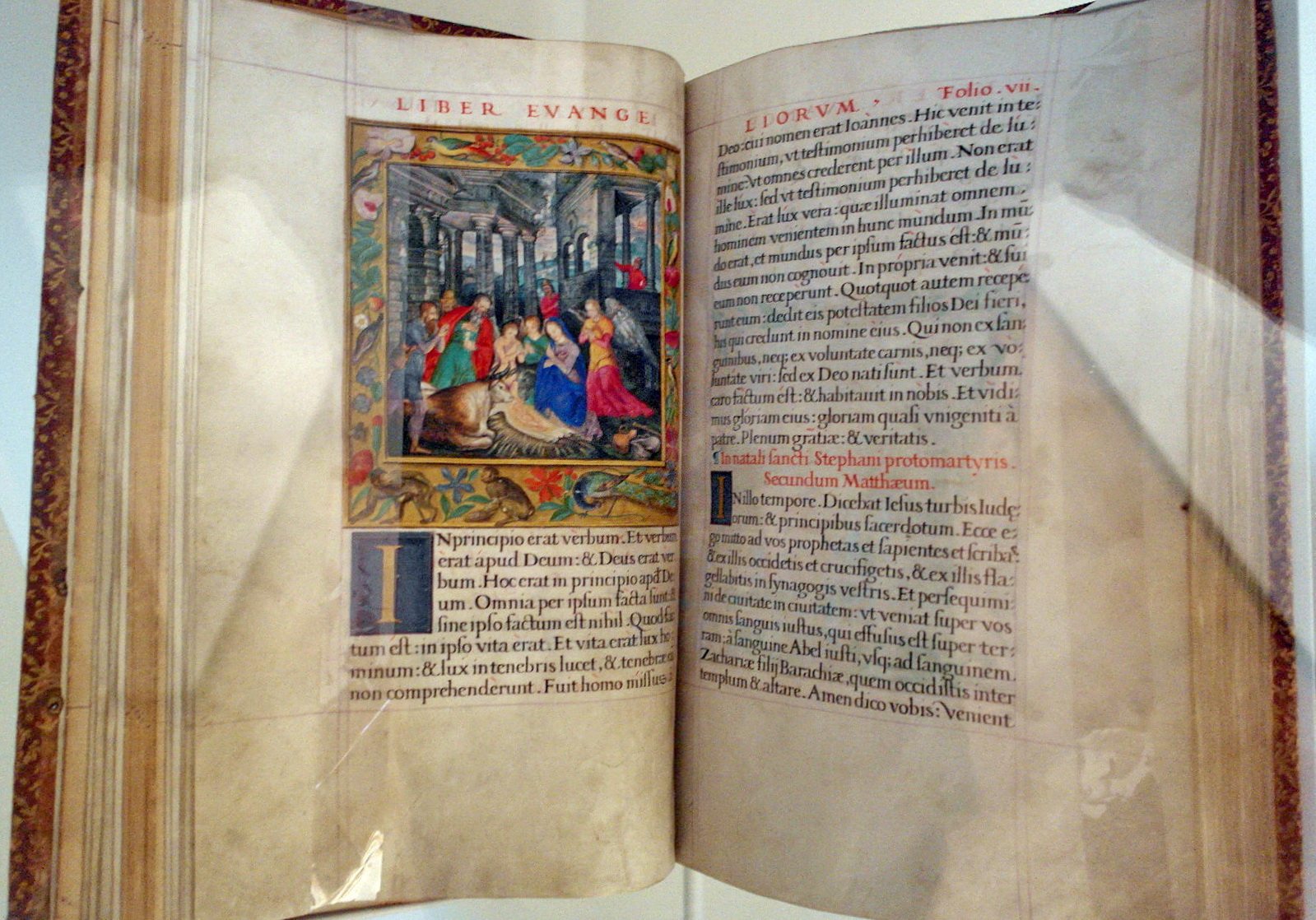
Évangéliaire de Quercentius (Liège, 1564-65)

Prima scriptura, littéralement en français : « par l'Écriture d'abord », est une doctrine chrétienne affirmant que les écrits canoniques chrétiens (en) représentent la première source de la révélation divine et les étalons avec lesquels doivent être évalués les autres formes de révélation telles les traditions, les dons charismatiques (en), les visions mystiques, les apparitions d'anges, le sens commun, l'avis d'experts, l'esprit du temps, etc.

## Sola scriptura
La prima scriptura est parfois comparée à sola scriptura (« par l'Écriture seule »). Celle-ci est interprétée par certains courants protestants, surtout évangéliques, comme signifiant que les Écritures sont les seules règles infaillibles de la pratique de la Foi. Ainsi, l'approche sola scriptura implique le rejet de toute autorité infaillible autre que la Bible.